# Death Race 3: Inferno
Death Race 3: Inferno é um filme norte-americano de 2013 dirigido por Roel Reiné,e escrito por Tony Giglio e  Paul W.S. Anderson, e estrelado por Luke Goss, Ving Rhames, Tanit Phoenix, Danny Trejo e Dougray Scott.

## Enredo
Carl "Luke" Lucas (Luke Goss) já venceu quatro corridas, e a Corrida Mortal tornou - se um fenômeno mundial, o que faz com que Weyland (Ving Rhames) se torne vítima de uma aquisição pelo milionário Inglês Niles York (Dougray Scott), onde o mesmo começa à Franquear a Corrida Mortal, com a intenção de expandir a mesma em níveis mundiais. Sabe - se que tudo e todos estão contra Carl, e temendo o fracasso, Niles o obriga à perder, ameaçando matar ele e sua equipe se ele não aceitar. Sem opção, Carl se rende para manter vivos Katrina, Lists e Goldberg. Sem muita opção, Carl se rende à proposta. Então, Carl e sua equipe é mandada para sua primeira corrida na África do Sul, no deserto Kalahari, e numa briga logo após chegar na prisão africana, sua máscara cai, e ele é visto por sua equipe, os quais acreditavam que ele estava morto. num jogo repleto de armadilhas, Carl deverá reconquistar a confiança de sua equipe, e eles deverão fazer o que fazem de melhor: Trabalhar em equipe para sobreviver a este jogo mortal.

## Elenco
- Luke Goss - Carl "Luke" Lucas/Frankenstein
- Ving Rhames - Weyland
- Danny Trejo - Goldberg
- Fred Koehler - Lists
- Tanit Phoenix - Katrina
- Dougray Scott - Niles York
- Robin Shou - 14K